# 韦伊内·科尔霍宁
韦伊内·科尔霍宁（芬蘭語：Wäinö Korhonen，1926年12月21日—2018年12月13日），芬兰男子击剑、现代五项运动员。他曾代表芬兰参加1956年夏季奥林匹克运动会，获得二枚铜牌，均来自于现代五项项目。